# 최광수 (공무원)
최광수(崔侊洙, 1935년 2월 24일 ~ 2021년 2월 15일)는 대한민국의 정치인이다. 제21대 외무부 장관을 지냈다.

## 생애
제7회 고등고시 행정과에 합격하여 1956년 2월을 기하여 외무부에 입부되었다. 그는 서울 경기고등학교를 거쳐 1957년 서울대학교 법과대학 행정학과를 나온 후 1959년 미국 조지타운 대학교 대학원 외교학과의 외교학 석사 과정을 마쳤다. 주미 3등서기관, 주일 2등서기관, 동북아주과장, 주미 참사관, 통상진흥관, 아주국장, 국방부 차관, 대통령비서실장, 제1무임소장관, 체신부장관, 주사우디아라비아 대사, 주유엔 대사, 외무부장관, 하버드 대학 아시아문제연구소 초빙연구원(1992년-1993년)을 역임하였다.

## 최광수를 연기한 배우
- 유병한 - MBC 드라마 《제4공화국》, 1995년
- 박규점 - MBC 드라마 《제5공화국》, 2005년